# Пурисима-дель-Ринкон
Пури́сима-дель-Ринко́н (исп. Purísima del Rincón) — муниципалитет в Мексике, штат Гуанахуато, с административным центром в городе Пурисима-де-Бустос. Численность населения, по данным переписи 2010 года, составила 68 795 человек.

## Общие сведения
Название Purísima (с испанского: чистый, непорочный) дано в знак непорочного зачатия Девы Марии, а  Rincón с испанского языка можно перевести как укромный уголок.
Площадь муниципалитета равна 291 км², что составляет 0,95 % от общей площади штата, а наивысшая точка расположена в поселении Лома-дель-Хальо и равна 1902 метра.
Он граничит с другими муниципалитетами штата Гуанахуато: на северо-востоке с Леоном, на востоке с Сан-Франсиско-дель-Ринконом, и на юге с Мануэль-Добладо, а также на севере и западе он граничит с другим штатом Мексики — Халиско.

## Учреждение и состав
Муниципалитет был образован в 1849 году, в его состав входит 106 населённых пунктов, самые крупные из которых:
| Код INEGI | Населённый пункт                                                           | Численность населения (2005 год) | Численность населения (2010 год) |
| --------- | -------------------------------------------------------------------------- | -------------------------------- | -------------------------------- |
| 025       | Всего                                                                      | 55910                            | 68795                            |
| 0001      | Пурисима-де-Бустос (исп. Purísima de Bustos) (административный центр)      | 33825                            | 43512                            |
| 0155      | Монте-Гранде (исп. Monte Grande) 20°59′53″ с. ш. 101°51′48″ з. д.          | 1378                             | 1999                             |
| 0026      | Потрерильос (исп. Potrerillos) 21°04′54″ с. ш. 101°52′10″ з. д.            | 1721                             | 1976                             |
| 0031      | Сан-Анхель (исп. San Ángel) 20°54′11″ с. ш. 101°55′06″ з. д.               | 1441                             | 1563                             |
| 0034      | Сан-Бернардо (исп. San Bernardo) 20°58′18″ с. ш. 101°52′05″ з. д.          | 925                              | 1441                             |
| 0039      | Эль-Теколоте (исп. El Tecolote) 20°52′58″ с. ш. 101°55′22″ з. д.           | 1259                             | 1411                             |
| 0006      | Каньяда-де-Негрос (исп. Cañada de Negros) 20°55′41″ с. ш. 101°55′09″ з. д. | 1204                             | 1385                             |

## Экономика
По статистическим данным 2000 года, работоспособное население занято по секторам экономики в следующих пропорциях: сельское хозяйство, скотоводство и рыбная ловля — 8,3 %, промышленность и строительство — 68,9 %, сфера обслуживания и туризма — 21,2 %, прочее — 1,6 %.

## Инфраструктура
По статистическим данным 2010 года, инфраструктура развита следующим образом:
- электрификация: 98,6 %;
- водоснабжение: 98,6 %;
- водоотведение: 93,7 %.

## Фотографии
- Здание администрации муниципалитета
- Центральная площадь и церковь в Пурисима-де-Бустосе
- Плотина в Хальпа-де-Кановасе